# Минко Герджиков
Минко Христов Герджиков е български администратор и офицер от Държавна сигурност. Той е заместник-министър на търговията при служебното правителство на Стефан Софиянски (1997) и заместник-кмет на Столична община (2003 – 2011), като на няколко пъти изпълнява временно функциите на кмет.

## Биография
Минко Герджиков е роден на 2 май 1955 година в Троян. Учи в 32-ра гимназия в София, а след това между 1975 и 1979 година „Финанси и кредит“ във Висшия икономически институт „Карл Маркс“. След това работи в застрахователната компания „Булстрад“ и в Министерството на външната търговия.
През 1983 година е назначен във II отдел (за Гърция, Турция и Близкия Изток) на Първо главно управление на Държавна сигурност, през 1985 – 1986 година преминава специален курс в школата на КГБ в Москва, а през 1988 година е повишен в старши разузнавач. В периода 1987 – 1991 година е на работа в българското търговско представителство в Атина, а след това оглавява дирекцията за Югоизточна Европа в министерството. През 1997 година е заместник-министър на търговията и външноикономическите отношения в служебния кабинет на Стефан Софиянски, а след това до 2002 година отново работи в търговското представителство в Атина. След връщането си работи за кратко в Министерството на регионалното развитие и благоустройството.
В края на 2003 година Герджиков е назначен от Софиянски за заместник-кмет по финансите в Столична община и остава на този пост и при следващите кметове Бойко Борисов и Йорданка Фандъкова. На този пост на няколко пъти изпълнява длъжността на кмет – при временното отстраняване на Софиянски заради делата за корупция срещу него през 2004 година и преди извънредните местни избори през 2005 и 2009 година, когато първо Софиянски, а след това и Борисов напускат общината по време на мандата си. Напуска поста на заместник-кмет през март 2011 година заради непопулярно увеличение на местните данъци.
След като напуска общината Минко Герджиков става изпълнителен директор на Гръцкия бизнес съвет в България. На 29 юли 2020 г. влиза в управителния съвет на ПФК Левски (София).